# Pista de rialles
Una pista de rialles o rialles gravades (també anomenat rialles enllaunades) són un recurs sonor que simula rialles del públic, per fer creure que són reaccions en directe. Sol introduir-se per remarcar els gags o els moments còmics d'un programa de televisió, i s'empren habitualment en sèries i comèdies de situació.
El seu origen es troba que, abans de l'aparició de la televisió, la realització de peces teatrals o fins i tot programes de ràdio solia fer-se en directe i amb públic. Amb el naixement de la TV i l'aparició de recursos com el cinta de vídeo, alguns tècnics de so van decidir introduir riures gravats en determinades escenes còmiques d'algunes sèries per acostumar als espectadors. El primer programa de televisió que va incloure rialles gravades va ser The Hank McCune Shou el 1950, i s'atribueix la seva existència al tècnic Charles Douglass. El recurs de la pista de rialles va ser posteriorment un dels principals distintius de les sitcom tradicionals.
Les pistes de rialles han estat rebutjades per algunes persones, mentre que unes altres ho veuen com un recurs correcte. Els crítics les consideren un insult a la intel·ligència dels espectadors, ja que el recurs sembla pretendre indicar a la gent quan i de què han de riure. Alguns fins i tot veuen la inserció de riures enllaunats i recursos similars com un missatge subliminal, amb relació a com haurien d'afrontar-se o percebre's certes situacions.
També s'utilitzen crits pre-gravats en la postproducció, com el crit Wilhelm o els de la protagonista femenina de King Kong.